# Shetland (televisieserie)
Shetland is een Britse serie van de zender BBC1 die gebaseerd is op de boeken van misdaadschrijfster Ann Cleeves. Het is een reeks van verhalen, in de eerste zeven seizoenen over inspecteur Jimmy Pérez, die zich afspelen op de Shetlandeilanden. Vanaf seizoen acht wordt de centrale rol van politie inspecteur opgenomen door DI Ruth Calder.

## Verhaal
Na een lange periode keert inspecteur Jimmy Perez (gespeeld door Douglas Henshall) terug naar de Shetlandeilanden, waar hij geboren werd. Hij leidt een moordonderzoek dat ver teruggaat naar geheimen en leugens uit het verleden.

## Productie
Het eerste seizoen bestaat uit twee afleveringen, een enkel tweedelig verhaal gebaseerd op de roman Red Bones van Ann Cleeves. Vervolgens werd een tweede seizoen gemaakt in opdracht van BBC Schotland. Deze zes afleveringen werden gefilmd in 2013 en vertoond in 2014. Dit seizoen bevat drie tweedelige verhalen gebaseerd op drie andere romans van Cleeves: Raven Black, Dead Water en Blue Lightning.
De opnames begonnen in april 2015 voor een derde seizoen, die in januari 2016 werd vertoond. Vanaf het derde seizoen kwam een verandering in formaat, alle zes afleveringen bestrijken een enkel verhaal, exclusief geschreven voor televisie. Dit was eveneens het eerste seizoen dat geen van de romans van Cleeves aanpaste.
In maart 2024 werden een negende en tiende seizoen van de serie besteld voor uitzending in 2024 en 2025.

## Rolverdeling

### Hoofdrollen

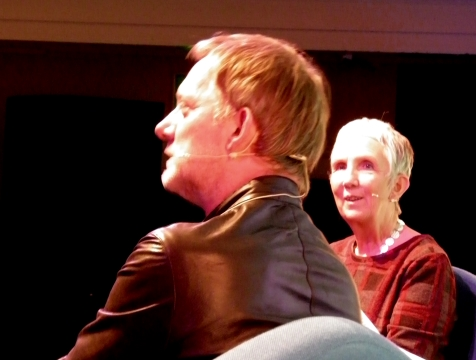
Douglas Henshall (Jimmy Perez) en Ann Cleeves (schrijfster) bij Bloody Scotland International Crime Writing Festival, 2017

| Douglas Henshall | Jimmy Pérez            | Inspecteur                   | • | • | • | • | • | • | • |   |
| Ashley Jensen    | Ruth Calder            | Inspecteur                   |   |   |   |   |   |   |   | • |
| Alison O’Donnell | Alison 'Tosh' McIntosh | Rechercheur                  | • | • | • | • | • | • | • | • |
| Steven Robertson | Sandy Wilson           | Rechercheur                  | • | • | • | • | • | • | • | • |
| Lewis Howden     | Billy McCabe           | Brigadier                    | • |   | • | • | • | • | • | • |
| Erin Armstrong   | Cassie Perez           | Stiefdochter van Jimmy       | • | • | • | • | • | • | • |   |
| Mark Bonnar      | Duncan Hunter          | Biologische vader van Cassie | • | • | • | • | • | • | • |   |
| Anne Kidd        | Cora McLean            | Forensisch onderzoekster     |   | • | • | • | • | • | • | • |
| Julie Graham     | Rhona Kelly            | Officier van justitie        |   | • | • | • | • |   | • |   |

### Seizoen 1
- Sandra Voe - Mima Wilson
- Claire Rafferty - Anna Haldane
- Jim Sturgeon - Ronald Haldane
- Gemma Chan - Hattie James
- Geraldine Alexander - Gwen James
- Lindy Whiteford - Jackie Haldane
- James Greene - Andrew Haldane
- Martin Wenner - professor Paul Berglund
- Alexander Morton - Joseph Wilson
- Sophie Rundle - Sophie

### Seizoen 2
- Rebecca Benson - Sally Henry
- Brian Cox - Magnus Bain
- Kari Corbett - Evie Watt
- Alex Norton - Cameron Watt
- Nina Sosanya - Willow Reeves
- Sophia Carr-Gomm - Catherine Ross
- Frances Grey - Jess Collins
- Marnie Baxter - Jenny Belshaw
- Iain Robertson - Jerry Markham
- John Lynch - Frank Blake
- Bill Paterson - James Perez
- Leigh Biagi - Anna Blake
- Anthony Howell - Peter Latimer
- David Ireland - Finlay Caulfield
- Julie Hale - Tessa Warren
- Keith Ramsey - Joe Blake
- Stewart Porter - Billy McBride

### Seizoen 3
- Ciarán Hinds - Michael Maguire
- Saskia Reeves - Freya Galdie
- Sara Vickers - Leanne Randall
- Andrew Rothney - Robbie Morton
- Archie Panjabi - DS Asha Israni
- Anna Chancellor - Phyllis Brennan
- James Cosmo - Arthur MacCall
- Jamie Michie - Lowrie
- Jack Greenlees- Craig Cooper
- Kate Donnelly - Grace
- Mark Cox - Tommy Monro
- Struan Rodger - Alec
- Ace Bhatti - Calvin Sarwar
- Benjamin Cawley - Edison

### Seizoen 4
- Stephen Walters - Thomas Malone
- Neve McIntosh - Kate Kilmuir
- Sean McGinley - Drew McColl
- Amy Lennox - Sally McColl
- Fiona Bell - Donna Killick
- Sophie Stone - Jo Halley
- Gerard Miller - Allan Killick
- Allison McKenzie - Gail Callahan
- Julia Brown - Molly Kilmuir
- Arnmundur Ernst Björnsson - DS Lars Bleymann
- Carolin Stoltz - DI Anke Strom
- Eleanor Matsuura - DI Jessie Cole
- Joi Johannsson - Andreas Hagan
- Hannah Donaldson - Meg Hamilton
- Michael Moreland - Benny Ray

### Seizoen 5
- Rakie Ayola - Olivia Lennox
- Derek Riddell - Chris Brooks
- Catherine Walker - Alice Brooks
- Tracy Wiles - Carla Hayes
- Owen Whitelaw - Prentice Hayes
- Lorn Macdonald - Jamie Hayes
- Ryan Fletcher - Calum Dunwoody
- John Kazek - Paul Kiernan
- Meghan Tyler - Mags
- Kate Dickie - DI Sam Boyd

## Afleveringen
| Seizoen | Aantal afleveringen | Originele uitzenddatum               |  |
| ------- | ------------------- | ------------------------------------ |  |
| 1       | 2                   | 10 maart 2013 – 11 maart 2013        |  |
| 2       | 6                   | 11 maart 2014 – 15 april 2014        |  |
| 3       | 6                   | 15 januari 2016 – 4 maart 2016       |  |
| 4       | 6                   | 13 februari 2018 – 20 maart 2018     |  |
| 5       | 6                   | 12 februari 2019 – 19 maart 2019     |  |
| 6       | 6                   | 5 februari 2022 – 19 februari 2022   |  |
| 7       | 6                   | 10 augustus 2022 – 14 september 2022 |  |
| 8       | 6                   | 1 november 2023 – 6 december 2023    |  |

## Zenders buitenland
- Australië - ABC Australië
- België - Eén
- Canada -  Knowledge Network
- Denemarken - DR 1
- Duitsland - Das Erste
- Finland - Yle
- Nieuw-Zeeland -  Vibe
- Nederland - NPO 2
- Noorwegen - NRK
- Portugal -  Fox Crime
- Slovenië - RTVSLO
- Spanje - Televisión de Galicia
- Verenigde Staten - PBS
- Zweden - SVT